# Wanderson Maciel
Wanderson Maciel Sousa Campos, mais conhecido apenas como Wanderson (São Luís, 7 de outubro de 1994) é um futebolista belgo-brasileiro que atua como ponta-esquerda. Atualmente joga pelo Cruzeiro. 

## Carreira

### Início
Nascido em São Luís, no Maranhão, Wanderson começou sua carreira na base do Ajax em 2002, aos oito anos, mesmo clube onde seu pai, o ex-jogador Wamberto, atuava na época. Em 2009, seguindo novamente seu pai, entrou nas categorias de base do clube belga Beerschot. 

### Beerschot
Depois de atuar em todas as categorias de base do clube, Wanderson fez sua estreia profissional em 31 de outubro de 2012, sendo titular da derrota por 3–1 sobre o Cercle Brugge.
Wanderson atuou em seis jogos do Campeonato Belga pelo for Beerschot antes do clube ser rebaixado e declarar falência. Com isso, em 20 de junho de 2013, foi anunciado como novo reforço do Lierse, também da Bélgica.

### Lierse
Fez sua estreia pelo clube em 27 de julho de 2013, na derrota de 2–1 sobre o Zulte-Waregem, e fez seu primeiro gol pelo clube em 23 de novembro do mesmo ano, fazendo o primeiro da vitória de 4–2 sobre o Cercle Brugge. Em outubro de 2014, foi apontado como alvo de vários clubes como Celtic, Swansea City, West Ham United, Queens Park Rangers, Sunderland e Aston Villa, mas nenhum desses clubes fez uma proposta formal por Wanderson.
Após o rebaixamento do Lierse em 2015, Wanderson não disputou a pré-temporada com o clube, tendo o Lierse afirmado que o jogador ainda tinha contrato a ser cumprido, enquanto seu pai dizia que o atleta não tinha mais vínculo com o clube e que recebeu a confirmação da FIFA.

### Getafe
Após o episódio, Wanderson foi fazer um teste no Getafe em julho de 2015, foi aprovado e assinou contrato com o clube espanhol para integrar o time B do clube.
Apesar de assinar contrato para fazer parte do time B do Getafe na Segunda División B, Wanderson foi tão bem que foi chamado para integrar o elenco do time principal na pré-temporada, tendo inclusive feito um dos gols num empate de 2–2 durante um amistoso contra o Port Vale. Fez sua estreia pela La Liga em 30 de agosto de 2015, entrando no segundo tempo como substituto de Emi Buendía na derrota por 2–1 para o Granada. Ao todo, fez 21 jogos pelo time principal e cinco pelo time B.

### Red Bull Salzburg

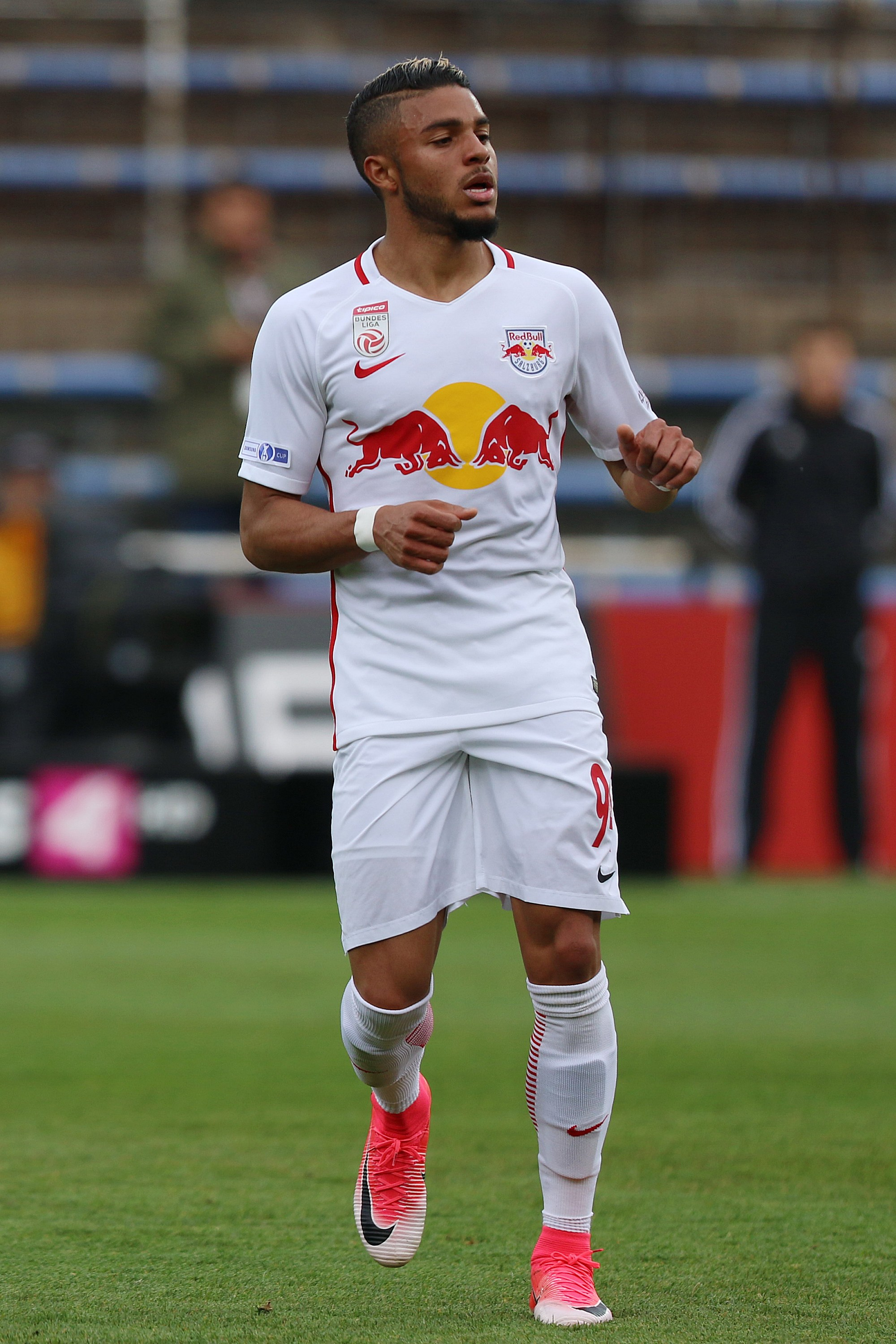
Wanderson atuando pelo em 2017.

Em 1 de julho de 2016, Wanderson assinou por três anos com o Red Bull Salzburg e escolheu utilizar a camisa 94, em uma transferência sem custos. Seu primeiro gol pelo Salzburg foi em 3 de agosto de 2016, na vitória de 2–0 sobre o Partizani Tirana, no jogo de ida dos playoffs Liga dos Campeões, sendo essa também sua estreia no torneio.
Em 19 de dezembro de 2016, o Salzburg anunciou que Wanderson foi suspenso das suas atividades por quatro meses pela FIFA e que so retornaria em 27 de fevereiro de 2017, por causa  de uma infração nos termos contratuais  durante sua transferência do Lierse para o Getafe na janela de verão de 2015. Wanderson teve uma boa passagem pelo clube austríaco, tendo feito cinco gols e concedido onze assistências em 28 partidas, além de conquistar o Campeonato Austríaco e a Copa da Áustria na temporada.

### Krasnodar

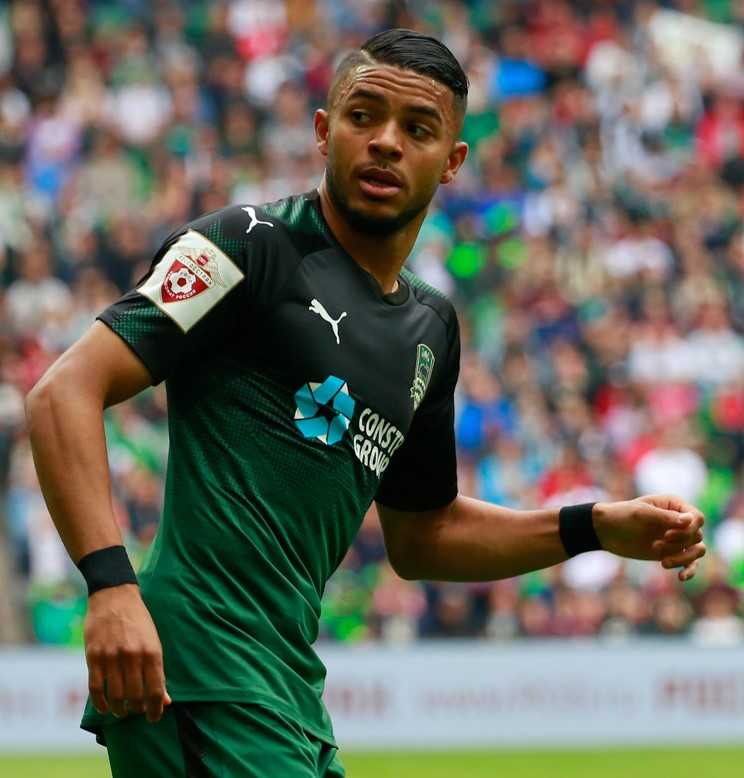
Wanderson pelo.

Em 26 de junho de 2017, Wanderson foi anunciado pelo Krasnodar, da Rússia, assinando  contrato por cinco anos. Renovou por mais quatro anos com o clube em 17 de agosto de 2020. Em 3 de março de 2022, durante a invasão da russa na Ucrânia, o Krasnodar anunciou que seu contrato foi suspenso e que o jogador não iria mais treinar com o time, mas que ainda era válido e que ainda não havia terminado.

### Internacional
Após ser liberado pela FIFA para procurar outro clube, Wanderson chegou a ser especulado em outros clubes como Flamengo e Botafogo, mas acabou acertando e foi anunciado como novo e sétimo reforço do Internacional por empréstimo em 11 de março, ficando até o final da temporada. Ao fim do empréstimo, o preço fixado para a compra dos direitos econômicos são de cerca de 4,5 milhões de euros (cerca de R$ 25 milhões de reais). Foi apresentando no dia 15 de março de 2022 e escolheu a camisa 11, anteriormente usada por Yuri Alberto.
Após sofrer um edema ainda em abril e adiar sua primeira partida pelo colorado, fez sua estreia em 24 de abril de 2022 na vitória por 1–0 sobre o Fluminense na 3ª rodada do Campeonato Brasileiro. Sua atuação foi elogiada, tendo Wanderson sido uma boa válvula de escape e velocidade pelas pontas, mas acabou pedindo substituição aos 16 minutos do segundo tempo por ter cansado devido ao longo tempo sem atuar em um jogo oficial, desde maio de 2021.
Seu primeiro gol pelo colorado foi em 5 de maio de 2022, no empate de 1–1 com Guaireña na 4ª rodada da fase de grupos da Sul-Americana. Em 14 de maio, participou do primeiro gol e fez o segundo do Inter no empate de 2–2 com Corinthians na 6ª rodada do Campeonato Brasileiro. Com esse gol feito e desde sua estreia pelo clube, Wanderson havia participado diretamente de cinco dos seis gols feitos pelo time no período (equivalente a 83% de participação). Ao fazer dois gols na vitória por 3–1 sobre o Flamengo pela 11ª rodada em 11 de junho, Wanderson assumiu a artilharia do time na temporada com cinco gols feitos.
Em 21 de dezembro, o Internacional anunciou a compra de Wanderson por 4,5 milhões de euros (cerca de 24,8 milhões de reais). Wanderson assinou um contrato válido por três temporadas e se tornou a segunda compra mais cara da história do clube gaúcho.

## Seleção nacional
Apesar de nascido no Brasil, adquiriu cidadania belga na época em que atuou no país e chegou a atuar pela Seleção Belga Sub-16.

## Estatísticas
Atualizadas até 9 de junho de 2025.

### Clubes
| Clube             | Temporada         | Campeonato nacional | Campeonato nacional | Campeonato nacional | Copa nacional[a] | Copa nacional[a] | Copa nacional[a] | Competições continentais[b] | Competições continentais[b] | Competições continentais[b] | Outros torneios[c] | Outros torneios[c] | Outros torneios[c] | Total | Total | Total   |
| Clube             | Temporada         | Jogos               | Gols                | Assist.             | Jogos            | Gols             | Assist.          | Jogos                       | Gols                        | Assist.                     | Jogos              | Gols               | Assist.            | Jogos | Gols  | Assist. |
| ----------------- | ----------------- | ------------------- | ------------------- | ------------------- | ---------------- | ---------------- | ---------------- | --------------------------- | --------------------------- | --------------------------- | ------------------ | ------------------ | ------------------ | ----- | ----- | ------- |
| Beerschot         | 2012–13           | 6                   | 0                   | 1                   | —                | —                | —                | —                           | —                           | —                           | —                  | —                  | —                  | 6     | 0     | 1       |
| Beerschot         | Total             | 6                   | 0                   | 1                   | —                | —                | —                | —                           | —                           | —                           | —                  | —                  | —                  | 6     | 0     | 1       |
| Lierse            | 2013–14           | 27                  | 2                   | 5                   | 2                | 0                | 1                | —                           | —                           | —                           | —                  | —                  | —                  | 29    | 2     | 6       |
| Lierse            | 2014–15           | 30                  | 2                   | 4                   | 2                | 0                | 0                | —                           | —                           | —                           | —                  | —                  | —                  | 32    | 2     | 4       |
| Lierse            | Total             | 57                  | 4                   | 9                   | 4                | 0                | 1                | —                           | —                           | —                           | —                  | —                  | —                  | 61    | 4     | 10      |
| Getafe            | 2015–16           | 20                  | 0                   | 0                   | 1                | 0                | 0                | —                           | —                           | —                           | —                  | —                  | —                  | 21    | 0     | 0       |
| Getafe            | Total             | 20                  | 0                   | 0                   | 1                | 0                | 0                | —                           | —                           | —                           | —                  | —                  | —                  | 21    | 0     | 0       |
| Getafe B          | 2015–16           | 5                   | 2                   | 0                   | —                | —                | —                | —                           | —                           | —                           | —                  | —                  | —                  | 5     | 2     | 0       |
| Getafe B          | Total             | 5                   | 2                   | 0                   | —                | —                | —                | —                           | —                           | —                           | —                  | —                  | —                  | 5     | 2     | 0       |
| Red Bull Salzburg | 2016–17           | 20                  | 3                   | 9                   | 3                | 1                | 1                | 5                           | 1                           | 1                           | —                  | —                  | —                  | 28    | 5     | 11      |
| Red Bull Salzburg | Total             | 20                  | 3                   | 9                   | 3                | 1                | 1                | 5                           | 1                           | 1                           | —                  | —                  | —                  | 28    | 5     | 11      |
| Krasnodar         | 2017–18           | 26                  | 3                   | 1                   | 1                | 0                | 0                | 4                           | 0                           | 2                           | —                  | —                  | —                  | 31    | 3     | 3       |
| Krasnodar         | 2018–19           | 30                  | 6                   | 5                   | 2                | 0                | 0                | 10                          | 1                           | 2                           | —                  | —                  | —                  | 42    | 7     | 7       |
| Krasnodar         | 2019–20           | 21                  | 4                   | 4                   | 0                | 0                | 0                | 7                           | 0                           | 2                           | —                  | —                  | —                  | 28    | 4     | 6       |
| Krasnodar         | 2020–21           | 21                  | 2                   | 5                   | 1                | 0                | 0                | 6                           | 1                           | 0                           | —                  | —                  | —                  | 28    | 3     | 5       |
| Krasnodar         | Total             | 98                  | 15                  | 15                  | 4                | 0                | 0                | 22                          | 2                           | 6                           | —                  | —                  | —                  | 129   | 17    | 21      |
| Internacional     | 2022              | 26                  | 6                   | 3                   | —                | —                | —                | 6                           | 1                           | 0                           | —                  | —                  | —                  | 32    | 7     | 3       |
| Internacional     | 2023              | 32                  | 7                   | 3                   | 4                | 0                | 0                | 12                          | 0                           | 2                           | 13                 | 1                  | 1                  | 61    | 8     | 6       |
| Internacional     | 2024              | 23                  | 2                   | 2                   | 4                | 0                | 0                | 3                           | 0                           | 0                           | 13                 | 3                  | 2                  | 43    | 5     | 4       |
| Internacional     | 2025              | —                   | —                   | —                   | —                | —                | —                | —                           | —                           | —                           | 9                  | 1                  | 1                  | 9     | 1     | 1       |
| Internacional     | Total             | 78                  | 15                  | 8                   | 8                | 0                | 0                | 21                          | 1                           | 2                           | 35                 | 5                  | 4                  | 145   | 21    | 14      |
| Cruzeiro          | 2025              | 10                  | 0                   | 0                   | 1                | 0                | 0                | 4                           | 0                           | 1                           | —                  | —                  | —                  | 15    | 0     | 1       |
| Cruzeiro          | Total             | 10                  | 0                   | 0                   | 1                | 0                | 0                | 4                           | 0                           | 1                           | —                  | —                  | —                  | 15    | 0     | 1       |
| Total na carreira | Total na carreira | 294                 | 39                  | 42                  | 22               | 1                | 2                | 52                          | 4                           | 10                          | 35                 | 5                  | 4                  | 410   | 49    | 58      |

- a. ^ Jogos da Copa da Bélgica, Copa do Rei, Copa da Áustria, Copa da Rússia e Copa do Brasil
- b. ^ Jogos da Liga dos Campeões da UEFA, Liga Europa da UEFA e Copa Sul-Americana
- c. ^ Jogos do Campeonato Gaúcho

## Títulos
Red Bull Salzburg
- Campeonato Áustriaco: 2016–17
- Copa da Áustria: 2016–17

Internacional
- Campeonato Gaúcho: 2025

## Vida pessoal
Wanderson é filho do ex-futebolista Wamberto, que foi notável por suas atuações pelos clubes Standard Liège e Ajax. Seu irmão mais velho, Danilo Sousa Campos, também é um futebolista e atua como meio-campista, tendo também sido formado na base do Ajax. Além de ser brasileiro, também tem nacionalidade belga.